# Milutin Gubash
Milutin Gubash, né en 1969 à Novi Sad, est un artiste multidisciplinaire (photographie, peinture, installation, performance et vidéo).

## Biographie
La pratique multidisciplinaire de Milutin Gubash utilise les codes narratifs, autant en vidéo, en sculpture, en photographie qu’en performance.
Ayant immigré enfant au Canada, Milutin Gubash n’a cessé de se construire une relation avec la Serbie, son pays natal, à travers les récits que lui racontait sa famille et d’intensives recherches, usant d’imagination pour en combler les lacunes. Dans sa pratique, Milutin Gubash exacerbe les questions de l’héritage et de la mémoire en déployant un ensemble de récits familiaux qui oscillent entre réalité et fiction, construisant au fil du temps une véritable saga.
L’artiste aborde avec humour et intelligence les questions d’authenticité et de perception de l’identité culturelle, politique et sociale, tant avec ses immenses photographies noir et blanc de monuments communistes, ses « lampes-sculptures » créées en collaboration avec des membres de sa famille toujours en Serbie qu’à travers les épisodes de Born Rich Getting Poorer, sitcom / soap-opera / téléréalité qui préfigure de quelques années l’obsession du selfie et des constructions autobiographiques continuellement mises à jour.
Le travail de Milutin Gubash fait l’objet d’expositions solo au Canada, aux États-Unis et en Europe depuis 2000, notamment au Musée d’art contemporain de Montréal, à la Art Gallery of Alberta et au Muzej Vojvodina (Serbie). Ses œuvres vidéo ont été notamment présentées en France, en Allemagne, en Espagne, en Angleterre et au Mexique.  Il a récemment complété une importante série d’expositions uniques portant sur ses dix dernières années de pratique qui a été présentée dans six institutions canadiennes, qui s’est soldée avec la publication d’une ambitieuse monographie. Il détient une maîtrise en beaux-arts de l'Université Concordia. Depuis 2000, son travail fait l’objet d’expositions solo au Canada, aux États-Unis ainsi qu'en Europe. Sa démarche artistique questionne l'identité sociale, politique et culturelle.

## Prix et honneurs
- 2003: Finaliste du Prix Louis-Comtois[6]
- 2016 : Studio du Québec à Paris[7]
- 2019 : Lauréat du Prix Louis-Comtois[8]

## Expositions
- 2005 : Near and Far, VU Photo, 3e Manif d'art - La biennale de Québec
- 2006 : Near and Far, Stride Gallery, Calgary, Alberta
- 2007 : Lots, Musée d'art contemporain de Montréal[9]
- 2008 : Lots, Muzej Vojvodina, Novi Sad, Serbie
- 2010 : Hotel Tito, VU Photo, 5e Manif d'art - La biennale de Québec
- 2012 : 
  - Consolation, Galerie Joyce Yahouda, Montréal, Québec[10]
  - Les faux-semblants, Musée d’art de Joliette, Joliette, Québec[10]
  - All in the Family, Carleton University Art Gallery, Ottawa, Ontario
  - Situational Comedy, Kitchener-Waterloo Art Gallery, Kitchener, Ontario
  - Remote Viewing: True Stories, Southern Alberta Art Gallery, Lethbridge
- 2013 : In Union, Fonderie Darling
- 2015 : Ordinary folk, Galerie Trois Points, Montréal, Québec
- 2015 : S'endormir près du monument pendant la révolution, Galerie UQO[11]
- 2016 : Long Way Gone, Galerie Trois Points, Montréal, Québec[12]
- 2018 : Lamps, Musée d'art contemporain des Laurentides, Saint-Jérome, Québec[5]
- 2019 : One Thousand Years, Musée d'art contemporain des Laurentides, Saint-Jérome, Québec[13]
- 2020 : La main du magicien dans la froide lumière du jour, Musée d’art contemporain des Laurentides, Saint-Jérome, Québec, commissaire Michel de Broin[14],[15]

## Musées et collections
- Collection d'œuvres d'art, Banque Nationale Groupe financier
- Collection Hydro-Québec
- Giverny Capital, Montréal, Québec
- Kitchener-Waterloo Art Gallery
- Musée d'art contemporain de Montréal[16]
- Musée d'art de Joliette
- Musée des beaux-arts de Montréal
- Musée des beaux-arts du Canada[17]
- Musée national des beaux-arts du Québec[18]
- The Nickle Arts Museum
- Norton Rose Fullbright Canada, Montréal